# Фавара
Фавара (итал. Favara) је насеље у Италији у округу Агриђенто, региону Сицилија.
Према процени из 2011. у насељу је живело 32110 становника. Насеље се налази на надморској висини од 317 м.

## Становништво
Према резултатима пописа становништва 2011. у општини је живело 32.972 становника.
| 1931.  | 1936.  | 1951.  | 1961.  | 1971.  | 1981.  | 1991.  | 2001.  | 2011.  |
| ------ | ------ | ------ | ------ | ------ | ------ | ------ | ------ | ------ |
| 20.301 | 21.878 | 25.645 | 27.909 | 28.086 | 30.229 | 32.237 | 31.098 | 32.972 |

## Партнерски градови
- Меџидија